# Mark Watts
Mark Francis Watts (ur. 11 czerwca 1964 w Londynie) – brytyjski polityk, od 1994 do 2004 deputowany do Parlamentu Europejskiego dwóch kadencji.

## Życiorys
Absolwent ekonomii w London School of Economics. Był urzędnikiem administracji lokalnej, a także radnym lokalnym. Przewodniczył grupie radnych Partii Pracy w radzie dystryktu Maidstone.
W wyborach w 1994 i 1999 z ramienia laburzystów uzyskiwał mandat posła do Parlamentu Europejskiego IV i V kadencji. Należał do grupy socjalistycznej, pracował w Komisji Polityki Regionalnej, Transportu i Turystyki oraz w Komisji Przemysłu. W PE zasiadał do 2004.
Zajął się następnie działalnością konsultingową w organizacjach lobbystycznych. Był dyrektorem Waterfront Europe, w 2009 przeszedł do brukselskiego biura Luther Pendragon, którego został dyrektorem.